# Bobby Berk

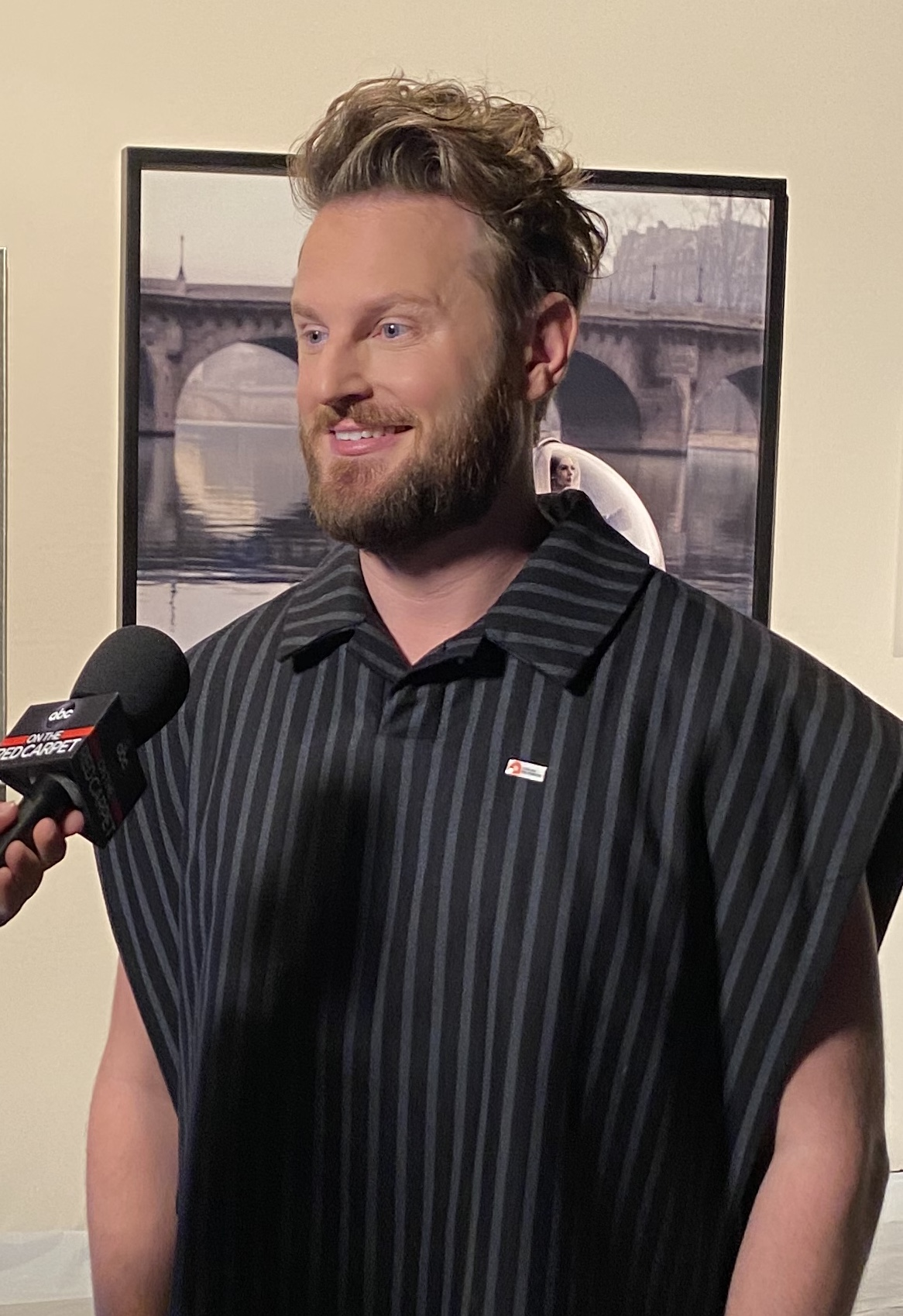
Bobby Berk (2020)

Bobby James Berk (* 25. August 1981 in Houston, Texas) ist ein amerikanischer Innenarchitekt und Reality-TV-Persönlichkeit.

## Leben
Berk wurde in Houston (Texas) geboren und wuchs in Mount Vernon (Missouri) mitten im amischen Farmland auf. Er wurde adoptiert. Berk beschreibt, dass es für ihn schwierig war, in dieser Gegend schwul zu sein, und dass er sowohl mit innerer als auch mit äußerer Homophobie zu kämpfen hatte, weil er während seiner Kindheit an einer Gemeinde von Assemblies of God teilnahm, wo ihm beigebracht wurde, dass Homosexualität eine Sünde sei, alle Homosexuellen pädophil seien, in die Hölle kämen und diese sich aussuchten, homosexuell zu sein. Berk verließ sein Zuhause im Alter von 15 Jahren und landete in Springfield (Missouri), wo er zeitweise auf der Straße lebte. Wenn die Zeiten gut waren, nachdem er einen Job bei Applebee’s in Branson bekommen hatte, dann schlief Berk in seinem Auto, nachdem er vier Tage in Folge in Doppelschichten gearbeitet hatte, und fuhr dann zurück nach Springfield, um zu versuchen, einen Schlafplatz zu finden. Kurz bevor er 18 Jahre alt wurde, zog er nach Denver (Colorado), wo er einen Job bei Bombay Company bekam.
Berk lebt derzeit in Los Angeles (Kalifornien) mit seinem Ehemann Dewey Do.

## Karriere

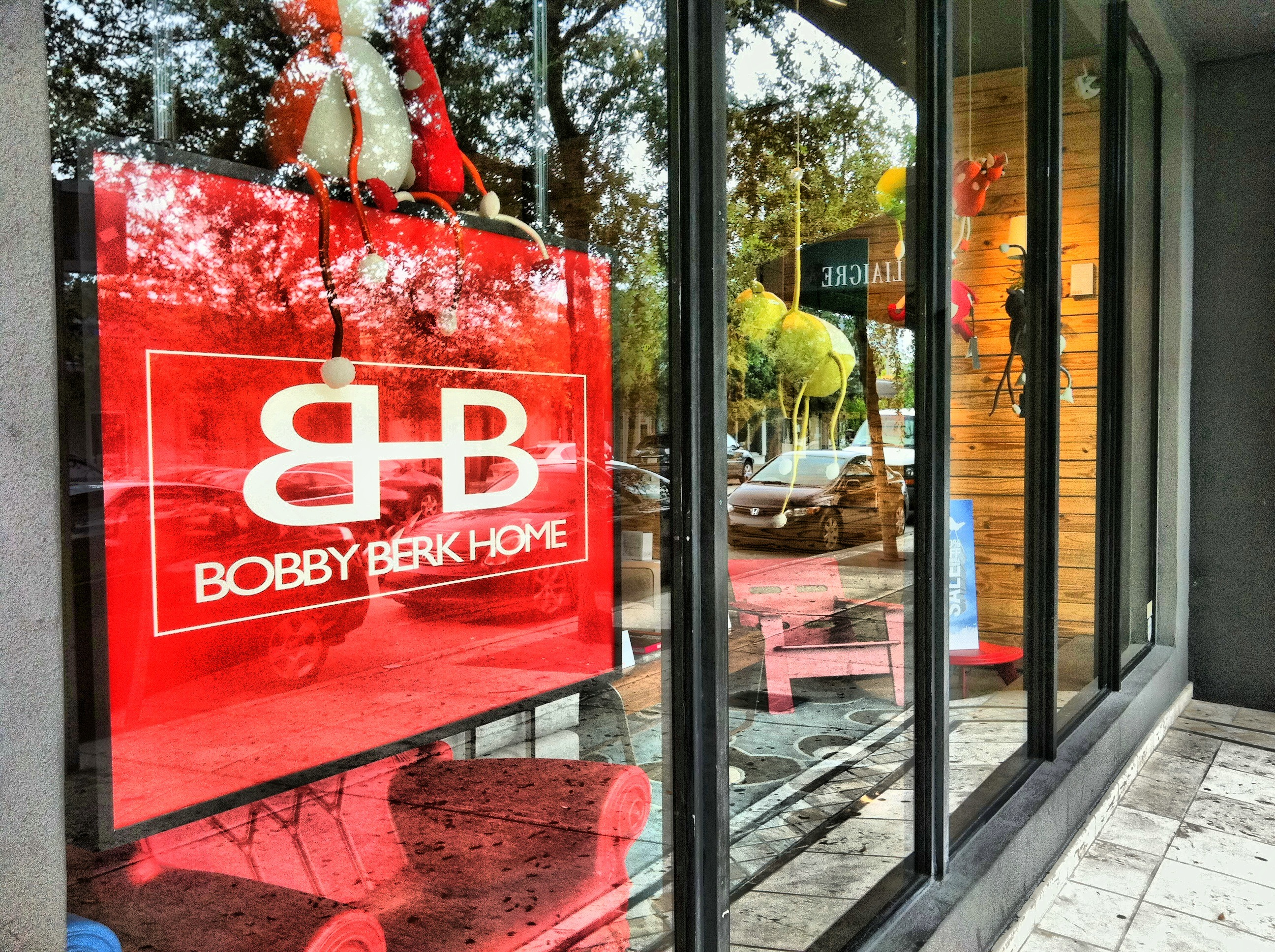
Bobby Berk Home (2011)

Berk zog 2003 mit nur 100 Dollar nach New York City um. Er fand einen Job bei Restoration Hardware und Bed Bath & Beyond, bevor er zu Portico, einem hochwertigen Einrichtungsunternehmen, wechselte. Ohne Abitur oder formale Ausbildung arbeitete er sich zum Kreativdirektor hoch. Nachdem Portico 2006 geschlossen worden war, gründete Berk seine Webseite und eröffnete ein Jahr später sein erstes Geschäft in New York City, Miami folgte 2010. Berk eröffnete 2006 seinen Online-Shop Bobby Berk Home, der Standorte in SoHo (Manhattan), Midtown Miami (Florida) und Midtown Atlanta (Georgia) hat. Später gründete er Bobby Berk Interiors + Design, spezialisiert auf Innenarchitektur-Dienstleistungen mit Hauptsitz am Broadway in Los Angeles. Er trat in Fernsehsendern wie HGTV, NBC, CBS und Bravo auf.
Ab 2018 war Berk in den ersten acht Staffeln als Innenarchitekt und Designexperte in der Netflix-Serie Queer Eye zu sehen. 2023 kündigte er an, die Sendung zu verlassen.
Im Juni 2019 trat Berk zusammen mit der Besetzung von Queer Eye im  offiziellen Musikvideo zu „You Need to Calm Down“ von Taylor Swift auf.
Von Oktober bis November 2021 nahm Berk als Caterpillar an der sechsten Staffel des US-amerikanischen Ablegers von The Masked Singer teil, in der er den fünften von insgesamt 16 Plätzen belegte.

## Filmografie (Auswahl)
- seit 2018: Queer Eye (TV-Serie, 52 Folgen)
- 2018: Wer kann, der kann! USA (Nailed It!) (TV-Serie, eine Folge)
- 2018: This Is Me (The Reimagined Remix) (Musikvideo)
- 2019: You Need To Calm Down (Musikvideo)
- 2019: The Masked Singer (TV-Serie, fünf Folgen)
- 2019: Gay of Thrones (TV-Serie, eine Folge)
- 2019: Big Mouth (TV-Serie, eine Folge)
- 2019: Alexa & Katie (TV-Serie, eine Folge)